# Grzałka akwarystyczna

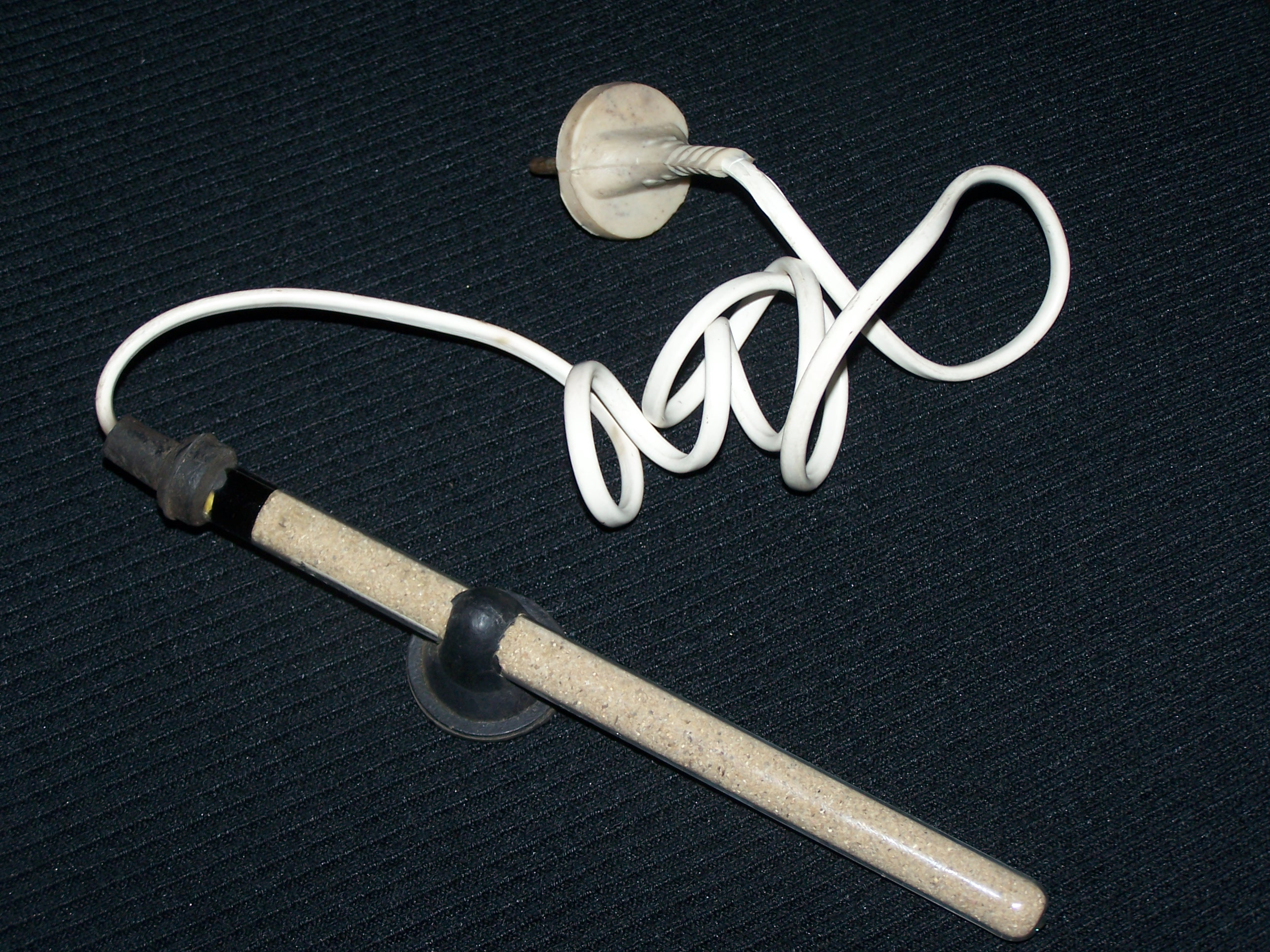

Grzałka akwarystyczna – urządzenie akwarystyczne, służące do utrzymywania stałej temperatury wody w akwarium lub terrarium. Dostępne są różne typy i rodzaje grzałek. Grzałka musi być dostosowana do pojemności akwarium (opisy na opakowaniach), im większe akwarium tym większa moc grzałki jest niezbędna do jej prawidłowego funkcjonowania tj. efektywnego ogrzewania wody. Grzałka może posiadać termostat lub nie. Grzałki dzielą się również na całkowicie zanurzalne i takie których elementy muszą wystawać ponad taflę wody. Większość grzałek posiada przyssawki pozwalające na przytwierdzenie urządzenia do szyby akwarium lub terrarium.